# Лонго
Лонго (грч. Λόγγος; око II в.) је грчки романописац; његов роман „Дафинид и Хлоја“ достигао је највећу славу од свих античких романа у светској књижевности.